# Dendrocephalus geayi
Dendrocephalus geayi är en kräftdjursart som beskrevs av Daday 1908. Dendrocephalus geayi ingår i släktet Dendrocephalus och familjen Thamnocephalidae. Inga underarter finns listade i Catalogue of Life.

## Bildgalleri

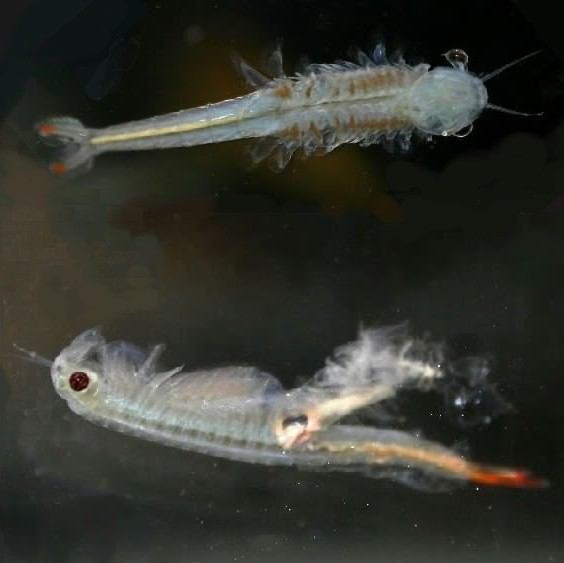